# Complexipes
Complexipes är ett släkte av svampar. Complexipes ingår i familjen Pyronemataceae, ordningen skålsvampar, klassen Pezizomycetes, divisionen sporsäcksvampar och riket svampar.